# Fethullah Gülen

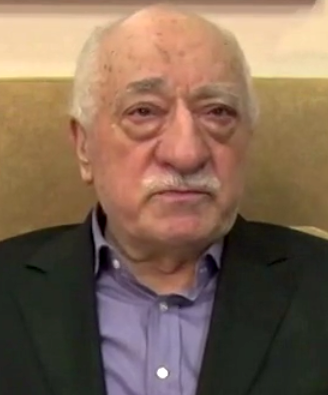
Gülen in 2016

Fethullah Gülen (Pasinler, Erzurum, 27 april 1941 – Pennsylvania, 20 oktober 2024) was een  invloedrijke Turkse islamitische denker en geleerde. Van 21 maart 1999 tot aan zijn dood op 20 oktober 2024 leefde Gülen in ballingschap in Saylorsburg in de Amerikaanse staat Pennsylvania. Turkije verdenkt hem ervan het brein te zijn achter de mislukte staatsgreep van 2016 en had daarom de Amerikaanse regering verzocht om zijn uitlevering. Zelf verklaarde hij niet betrokken te zijn geweest. Hij was oprichter van de Gülenbeweging. 

## Inleiding
Gülen werd onderwezen in de islam door verschillende moslimgeleerden en spirituele meesters, onder wie Haci Sitki Efendi (Koranrecitatie), Sadi Efendi (Arabisch) en Mohammed Lutfi Efendi (spirituele lessen). Hij begon voor het afronden van de basisschool al met preken. Hoewel hij op dezelfde manier onderwezen werd als de traditionele islamitische madrassa, deed hij zijn leven lang aan zelfstudie. Zo maakte hij kennis met de grote klassiekers van het Oosten en het Westen tijdens zijn militaire dienstplicht.
Na zijn opleiding begon hij in 1958 te preken in de stad Edirne. In 1959 werd hij in İzmir aangesteld als imam in staatsdienst. In deze periode nam hij deel aan verschillende sociale en religieuze projecten. Hij reisde Turkije door om lezingen te verzorgen over verschillende onderwerpen, waaronder darwinisme, religieuze zaken, onderwijs, wetenschap, economie en sociale rechtvaardigheid in de islam. In zijn toespraken en lezingen moedigde hij jonge mensen aan 'intellectuele verlichting' te combineren met 'verstandige spiritualiteit' en een 'zorgzaam, menselijk activisme'. Door zijn inzet en ideeën trok hij in het bijzonder de aandacht van studenten en onderwijzers.

## Visies op Gülen
Gülen wordt gezien als een islamitische intellectueel die wereldwijd sociale en educatieve initiatieven in gang heeft gezet om een nieuwe visie te ontwikkelen gebaseerd op de hedendaagse realiteit. TIME Magazine riep hem in 2013 uit tot een van de invloedrijkste mensen ter wereld. Hij wordt beschouwd als geestelijk vader van de Gülenbeweging, ook bekend als de Vrijwilligers- of Hizmet-beweging, die een bijdrage zegt te willen leveren aan de wereldvrede door middel van innovatieve benaderingswijzen, vernieuwende ideeën en educatieve inspanningen.
Zijn volgelingen roemen hem als belangrijk islamgeleerde met liberale ideeën en een open houding. Obstakels voor vrede liggen volgens Gülen hoofdzakelijk in drie domeinen, te weten: onwetendheid, armoede en verdeeldheid. Deze obstakels kunnen volgens hem overwonnen worden door respectievelijk onderwijs, ondernemerschap en altruïsme en dialoog. Tevens vond hij een evenwichtige balans tussen wetenschap, godsdienst en spiritualiteit belangrijk.
Gülen was niet onomstreden. Critici aan de seculiere zijde verdenken hem van illegale activiteiten die tot doel hadden de seculiere republiek Turkije omver te werpen en zij beschouwden hem daarom als ongewenst persoon. Critici aan orthodox-islamitische zijde daarentegen hebben Gülen, vanwege zijn inzet om de interactie met andersgelovigen aan te gaan, uiteenlopende beschuldigingen voor de voeten geworpen: hij zou "een Amerikaanse marionet" zijn, een "agent van de Mossad" en ook "een geheime kardinaal van het Vaticaan" die als een Trojaans paard het christendom Turkije binnen probeerde te halen. Tevens wordt de door hem geïnspireerde beweging door sommigen als een sektarische beweging beschouwd.
Er zijn verschillende onderzoeken in Nederland verricht naar de Gülenbeweging (zie verderop). In opdracht van minister Ella Vogelaar onderzocht de AIVD de beweging en kwam tot de conclusie dat zij niet staatsgevaarlijk is en geen verontrustende activiteit voorbereidt. Kamervragen over de Gülenbeweging met de zorg dat de beweging sektarisch en segregatiebevorderend zou zijn, werden door Martin van Bruinessen uitvoerig onderzocht en hij concludeerde dat de beweging niet sektarisch is, maar juist de integratie bevordert.

## Belangrijkste ideeën
In zijn toespraken en artikelen vertelde Gülen de mensen om naar de "waarheid" te zoeken, door een evenwicht tussen materiële en spirituele waarden tot stand te brengen. Volgens Gülen zullen mensen alleen op die manier van rust en werkelijk geluk kunnen genieten. Gülen sprak in zijn eerdere lezingen over de “Gouden Generatie” die in zijn mening gevormd wordt door een jonge generatie die de 'intellectuele verlichting' zou combineren met de zuivere spiritualiteit, wijsheid en voortdurende actie. Een generatie die in staat is wetenschap met religie te verenigen, de verschillen hiertussen samen te brengen en de ideologieën en filosofieën van Oost en West nader tot elkaar te brengen.
Hij geloofde dat de 21e eeuw getuige zal zijn van de geboorte van een spirituele beweging die lang vervlogen morele waarden zal doen herleven. Gülen voorspelde een tijd van tolerantie, begrip en internationale samenwerking, die volgens hem uiteindelijk zal leiden tot een enkelvoudige allesomvattende beschaving, die gebaseerd zal zijn op interculturele dialoog en het delen van waarden. Om dit doel te bevorderen, stond hij aan het hoofd van de ontwikkeling van een liefdadigheidsorganisatie genaamd Kimse Yok Mu?, wat 'Is daar iemand?' betekent. Dat was de noodkreet van getroffenen door een van de zwaarste aardbevingen die Turkije geteisterd heeft. Kimse Yok Mu is buiten Turkije om actief in 110 landen (in 2014) en biedt hulp aan mensen ongeacht religie, kleur of ras. Daarnaast heeft Gülen het gebruik van de massamedia, in het bijzonder televisie, aangemoedigd om mensen te informeren over zaken van individueel en algemeen belang.
Gülen geloofde dat de weg naar rechtvaardigheid voor iedereen afhankelijk is van het voorzien in toereikend en passend universeel onderwijs. Volgens Gülen kan alleen dat voldoende begrip en tolerantie garanderen, die nodig zijn om de rechten en het respecteren van anderen, veilig te stellen.
Om dit te bereiken, besteedde hij een groot deel van zijn tijd aan het trachten te overtuigen van de maatschappelijke elite en de leiders van de gemeenschap, grote industriëlen en kleine zakenlieden, om kwalitatief onderwijs te steunen. De daaruit voortvloeiende donaties werden gebruikt om onderwijsfondsen in het leven te roepen, die hun middelen inzetten om reguliere scholen in Turkije en andere landen te vestigen.
Gülen geloofde dat mensen alleen door overtuiging nieuwe ideeën aannemen en was daarom sterk tegen bekeerdrang. Degenen die tot geweld overgaan, beschreef hij als intellectueel bankroet; mensen zullen immers altijd vrijheid van keuze eisen. Zeker wanneer het gaat om het regelen van hun eigen zaken en het uiting geven aan hun spirituele en religieuze waarden. Gülen meende dat seculiere democratie nu het enige levensvatbare politieke systeem is en daarom dienen mensen volgens hem te proberen democratische instellingen te moderniseren en te consolideren om een samenleving tot stand te brengen, waarin individuele rechten en vrijheden gerespecteerd en beschermd worden en gelijke mogelijkheden voor iedereen. Wel wees hij erop dat de democratie naar zijn mening nog niet uitontwikkeld is doordat er nog niet genoeg rekening gehouden wordt met de spirituele behoeften van mensen. Gülen meende dat de Koran en soenna (de traditie overgeleverd door profeet Mohammed) wel duidelijk mogen zijn over godsdienstige waarden waarover men moet nadenken en die men moet hooghouden in een staat, toch bevatten ze geen blauwdruk voor de politiek. Gülen kwam vaak specifiek op voor democratie met als argument dat het de meest geschikte vorm van bestuur is in de moderne tijd en dat het volledig in overeenstemming is met de islam.
Gülen stopte in 1981 officieel met lesgeven. Tussen 1988 en 1991 hield hij als emeritus-imam een serie toespraken in enkele van de beroemdste moskeeën van Turkije. Door zware gezondheidsklachten werden zijn ideeën later door middel van podcasts, boeken, cassette- en videobanden en andere mediavormen verspreid.
De toegevoegde waarde van Gülens ideeën en de aan hem gelieerde beweging is binnen de westerse landen onder andere onderzocht in Nederland, Groot-Brittannië, Duitsland en Frankrijk.
Zijn volgelingen staan ook wel onterecht bekend onder de naam Nurcu (volgelingen van Said Nursi). Reden voor dit misverstand kan te maken hebben met dat Gülen en zijn volgelingen zijn opgekomen uit de Nurcu-beweging, maar zichzelf nu als een onafhankelijke beweging zien.

## Interreligieuze en interculturele activiteiten

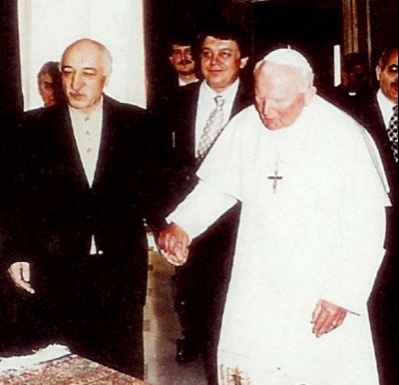
Fethullah Gülen met Paus Johannes Paulus II.

Na zijn carrière als staatsprediker richtte Gülen zijn inspanningen voornamelijk op het tot stand brengen van een dialoog tussen partijen die verschillende ideologieën, culturen, religies en landen vertegenwoordigen. Hij nam deel aan bijeenkomsten en conferenties die gehouden werden om de mensheid voor te bereiden op wat hij noemt 'de geboorte van de eeuw van tolerantie en begrip'.
Vanuit dit gegeven achtte Gülen het zowel noodzakelijk als de moeite waard om een oprechte dialoog tot stand te brengen om het wederzijdse begrip te vergroten. Om dit te bereiken, hielp hij bij de oprichting van de Stichting van Journalisten en Schrijvers, waarvan de activiteiten gericht zijn op het promoten van dialoog en tolerantie.
Met hetzelfde doel voor ogen bezocht en ontving Gülen vooraanstaande Turkse en andere leiders, zoals de Vaticaanse ambassadeur in Turkije, de patriarch van de Turkse orthodoxe gemeenschap, de patriarch van de Turkse Armeense gemeenschap, de hoofdrabbijn van de joodse gemeenschap in Turkije en vele vooraanstaande journalisten, columnisten, televisiepersoonlijkheden en filmsterren. Hij ontmoette paus Johannes Paulus II in het Vaticaan, de overleden John O'Connor, aartsbisschop van New York, Dale Eickelman, hoogleraar in de antropologie en menselijke betrekkingen, professor Sidney Griffith van de Amerikaanse Katholieke Kerk, Leon Levy, voormalig voorzitter van de Anti-Defamation League (ADL) en vele andere vooraanstaande vertegenwoordigers van andere religies.

## Verbreiding gedachtegoed
Tot december 2013 sprak Gülen door middel van de media tot een veel groter publiek. Wekelijks verscheen een podcast waarin hij sprak, waarnaast hij ook bijdragen aan verscheidene nieuwsbladen en tijdschriften leverde. Zo schreef hij bijvoorbeeld zowel de redactionele bijdrage voor de islamitisch gekleurde tijdschriften Yeni Ümit, Sızıntı en Yağmur als het hoofdartikel voor Fountain magazine.
Gülen heeft in het Turks 69 boeken (d.d. juli 2014) geschreven. Verscheidene boeken van hem zijn in 28 talen vertaald, waaronder in het Duits, Frans, Spaans, Russisch, Bulgaars, Albanees en in de aan het Turks verwante talen van Centraal-Azië.
In het Nederlands zijn vijf boeken van hem vertaald.
Namelijk:
1. Naar het verloren paradijs[28]
2. De smaragden van het hart-1
3. Profeet Mohammed
4. Vragen die de moderne tijd stelt aan de islam-1
5. De essenties van het islamitische geloof

Premier Erdogan zei in mei 2014 dat er terecht werd gesproken over een heksenjacht op aanhangers van de Gülen-beweging.  Daarop koos Gülen ervoor om niet meer in het openbaar te spreken, omdat hij bang was dat mensen en media, die op de hand van Erdoğan zijn, zijn uitspraken zullen gebruiken tegen hem en zijn beweging.

## Relatie met AKP

### Steun tijdens periode 2001-2010
Gülen en zijn volgelingen hebben voor enige tijd de Turkse premier Erdoğan en zijn partij gesteund via hun media en bij verkiezingen vanwege de beloftes voor meer democratie en rechten van (religieuze) minderheden. Deze steun werd niet door iedereen in dank ontvangen, omdat men van mening was dat het om 'twee handen op één buik' ging. Erdoğan zou het land top-down heersen, Fethullah Gülen bottom-up. Dit werd te allen tijde door Gülen en diens beweging ontkend. Gülen stelde dat, als er over een alliantie gesproken zou kunnen worden, het er één zou zijn geweest op basis van waarden en principes. "Gedurende de AKP periode steunden wij democratiseringshervormingen en bekritiseerden antidemocratische acties", daaraan voegde hij als voorbeeld toe de kritiek die zij in 2005 geuit hebben op het ontwerp van een antiterreurwet, die misdrijven voor terreur te ruim omschreef, met als risico dat vrijheden schade op zouden kunnen lopen.
Journalist Ahmet Şık schreef een boek over de innige band die de AKP en de Gülenbeweging onderhielden en werd door het OM gerechtelijk vervolgd, vanwege terroristische activiteiten (betrokkenheid bij Ergenekon). Volgens Şık had het echter te maken met zijn boek. Dit lijkt onwaarschijnlijk, aangezien er voor én na het boek van Şık er meer dan 30 kritische(re) boeken zijn verschenen over Gülen, die niet berecht zijn. Sterker nog, vijf daarvan zijn bestsellers geworden.
Dat de twee bewegingen niet altijd dezelfde visie hadden wat betreft binnenlandse- en buitenlandse politiek bleek al eerder, zoals in 2010 toen Gülen kritiek uitte op de steun van de Turkse regering voor een scheepskonvooi voor Gaza. Israëlische militairen hielden daarbij een scheepskonvooi met goederen tegen dat vanuit de wateren rondom Cyprus onderweg was naar Gaza met de bedoeling de blokkade van Gaza te breken en er hulpgoederen af te leveren. Hierbij werden negen Turkse activisten door Israëlische militairen gedood. Erdoğan verklaarde hierop dat de aanval in internationale wateren niet voldeed aan het internationale recht en in feite een reden voor oorlog was. "Maar, zoals het de Turkse grootsheid betaamt, besloten we met geduld te handelen", aldus Erdoğan. Hier voegde hij wel aan toe: "laat niemand ons geduld uittesten, het benodigde zal gedaan worden". Gülen gooide het over een andere boeg en zei van mening te zijn dat niemand de aanval op de activisten goed zou kunnen keuren en dat deze zelfs 'lelijk' waren, maar zijn directe kritiek was gericht aan de organisatoren van het konvooi, omdat zij niet eerst een akkoord hebben proberen te bereiken met Israël, voordat zij hulp probeerden te bieden aan mensen uit de Gaza-strook. Gülen bestempelde deze actie als een teken voor afwijzing van de Israëlische autoriteiten, wat volgens hem niet tot vruchtbare resultaten had kunnen leiden. Dit falen had op zijn beurt geresulteerd, dat onschuldige mensen hun wens om andere mensen te helpen, met hun leven hebben moeten bekopen. Gülen ontving felle kritiek vanuit de Turkse media, omdat men vond dat de fout bij Israël lag voor het doden van Turkse burgers.

### Periode na 2010

#### Referendum 2010
Dit had echter nog geen negatief effect op het stemadvies van Gülen voor het referendum over grondwetswijzigingen van 2010, dat geïnitieerd werd door de AKP.
Na de militaire staatsgreep van 12 september 1980 werd er een nieuwe grondwet in Turkije opgesteld, die door de militaire junta werd ontworpen. Precies 30 jaar na de staatsgreep werd er een referendum gehouden over een aantal wijzigingen van deze grondwet. Het toppunt van de steun van Gülen aan de AKP was bij dit referendum te bekennen waarbij 26 burgerlijk-opgestelde wetten zouden worden aangepast. Gülen benadrukte geen politieke doelen te ambiëren en enkel als preker adviezen te geven, maar als Turkije zich wilde ontwikkelen, “deze democratische hervormingen, die in overeenstemming zijn met de eisen van de Europese Unie voor het lidmaatschap, reeds eerder werden uitgevoerd door de oppositiepartij CHP, dan zou ik ook hen gesteund hebben”, waarmee hij probeerde te stellen dat de steun voor de AKP “rond gemeenschappelijke waarden zoals democratie, universele mensenrechten en vrijheden – nooit rond politieke partijen of kandidaten” was. Hij zag dan ook een nieuwe grondwet als onmisbaar daarvoor.
Meer dan 58% van de stemmen waren ten faveure een nieuwe grondwet. Echter zijn volgens Gülen de beloften van Erdoğan en de AKP voor veranderingen in de grondwet niet nagekomen. In de periode na deze verkiezingen bleef de Gülenbeweging in diens media kritiek uiten op de AKP vanwege niet nagekomen beloften aan het volk. Op 10 maart 2014 verscheen een stuk van Gülen in de Financial Times waarin hij zei dat Turkije gegijzeld wordt door een kleine groep bestuurders, verwijzend naar Erdoğan en enkele mensen om hem heen en herhaalde hij zijn advies: “Als Turkije democratischer wil worden, heeft het een nieuwe grondwet nodig.”

#### Geziparkprotesten
De landelijke demonstraties in Turkije in 2013, bekend als de Geziparkprotesten, leverden grote schade aan de al beschadigde band tussen Gülen en Erdoğan. De demonstraties voor Gezipark begonnen als vreedzaam protest van enkele tientallen milieuactivisten tegen de bebouwing van het Gezipark, een van de laatste stukjes groen in het centrum van Istanboel direct naast het Taksimplein. Premier Erdoğan was voorstander van het felle politieoptreden tegen de demonstranten en sprak denigrerend over hen door hen ‘çapulcu’ (‘schooiers’/'schorem') te noemen. Gülen keurde de woorden van Erdoğan af en onderstreepte dat een premier premier van het hele volk is en zijn volk, hoe oneens hij het ook met hen mag zijn op persoonlijk niveau, niet mag polariseren en wegzetten als ‘schooiers’. Dit stuitte tegen het zere been van Erdoğan, omdat de protesten uitliepen tot een protest tegen het autoritaire regime van Erdoğan. Met de kritische houding van Gülen werd hij door regeringsgezinde kranten ingedeeld in het 'anti-Erdoğan kamp'. De onenigheid na de verkiezingen van 2011 tussen de twee bewegingen nam hiermee toe. Hiermee gepaard ging onder meer ook Erdoğan zijn steeds radicalere koers om zo ook andere groepen onder de vleugels van zijn partij te krijgen. De AKP ruilde toen de steun van de gematigde Gülen in voor steun van de nationalistische groeperingen van de MHP en de BBP.

### Volledige breuk na december 2013
In 2013 kwam de linkse krant Taraf met de onthulling dat premier Erdoğan en president Gül al in 2004 een plan hadden ondertekend waarin tot doel was gesteld om de Gülenbeweging in Turkije uit te schakelen. Het bestaan van het plan werd door de Turkse regering erkend, echter zou het nooit in werking zijn gesteld. De journalist die de stukken publiceerde hoorde het OM 52 jaar gevangenisstraf eisen. Dit bericht kwam naar buiten, net nadat de premier een nieuw plan had aangekondigd waar onder andere de Gülenbeweging fel tegen was. Premier Erdoğan kondigde namelijk zonder enige voorbesprekingen aan om alle private dershane's (voorbereidend onderwijs, waarbij wordt geoefend op de toelatingsexamens voor de universiteiten) te gaan sluiten. De Gülenbeweging was fel tegen deze wetswijzigingen, omdat daarmee volgens de beweging ingegaan zou worden tegen fundamentele mensenrechten, de Turkse wet, de democratie en de vrije markt. Het zou voor minderbedeelden de toegang tot hoger onderwijs kunnen bemoeilijken. Ongeveer een kwart van de private colleges in Turkije behoort tot de Gülenbeweging en met het verbod zou een belangrijke pijler van de organisatie, het onderwijs, in gevaar gebracht worden.
De timing van het bekendmaken van een groot corruptieonderzoek naar diverse ministers en hun zonen in december 2013 wordt door sommige analisten in verband gebracht met een wraakactie van de Gülenbeweging. Volgens andere analisten en Gülen-sympathisanten misbruikt de AKP sinds 17 december echter de angst voor de beweging onder sommige seculiere Turken en westerse politici om het corruptieschandaal in de doofpot te stoppen.
Premier Erdoğan beschuldigt sindsdien Gülen en de zijnen van het samenspannen met een westerse 'rentelobby' uit Israël en de Verenigde Staten. Achteraf gezien worden de Gezi-park-demonstraties eerder dat jaar verklaard als een samenwerking van externe machten, verwijzend naar Israël en de Verenigde Staten, met hun interne kameraad, verwijzend naar Gülen. Samen zouden zij de overheid in Turkije omver willen werpen. Gülen werd dan ook als landverrader weggezet. Gülen reageerde hier op door te ontkennen dat er sprake is van vuil spel. In een publieke toespraak sprak Gülen een vloek uit over eenieder, waarbij hij expliciet zichzelf en zijn beweging incorporeerde, die tegen moderne wetten en een democratische rechtsstaat een heksenjacht voert op onschuldige mensen om daarmee de aandacht af te leiden van corruptie en machtsmisbruik. Dit was een buitengewoon felle woordkeus die niemand gewend was van Gülen vanwege zijn jarenlange inzet voor tolerantie en dialoog. In de weken die volgden werden op bevel van Erdoğan meer dan vijftienduizend politieagenten en officieren van justitie ontslagen of overgeplaatst; volgens Erdoğan allen aanhangers van Gülen die zich tegen hem en zijn partij hadden gekeerd en hen zouden willen omverwerpen. Ook probeerde Erdoğan verschillende rechters te vervangen en het constitutioneel hof buiten werking te stellen. Deze inmenging van de Turkse politiek in het justitiële apparaat werd door de EU en de Gülenbeweging zwaar bekritiseerd.
Volgens The Times had het Britse parlementslid Edward Garnier in februari 2015 ruim 115.000 pond aangenomen van Gülen. Garnier had het geld aangenomen om zo een verslag voor eigen doeleinden te kunnen schrijven en het daarna te gebruiken tegen Erdoğan. Het verslag heet A Report on the Rule of Law and Respect for Human Rights in Turkey.

### Arrestatie van vermeende Gülen-aanhangers
Beginnend op 22 juli 2014 vond er een arrestatiegolf plaats waarbij tientallen hooggeplaatste politieagenten werden opgepakt. Onder hen bevonden zich ook politie-inspecteurs die het corruptieschandaal onderzochten waar vier voormalige ministers van de regering van premier Erdoğan en zijn zoon Bilal Erdoğan bij betrokken zouden zijn. Een gearresteerde hoge politieofficier omschreef de golf van arrestaties als een politiek gemotiveerde daad, onder andere omdat hij overbodig in handboeien werd geslagen voor het ziende oog van camera’s. Daarbij komt dat sommige analisten zelfs spreken over een wraakactie van Erdoğan op de Hizmetbeweging. Erdoğan gaf namelijk eerder aan dat alle politieagenten die op het corruptieonderzoek zaten tot de Gülenbeweging zouden behoren en zij in een internationaal complot, met Israël en de VS, zouden verkeren tegen hem en zijn regering. De gearresteerde agenten worden onder andere beschuldigd van het illegaal aftappen van telefoongesprekken en het illegaal verkrijgen van documenten met betrekking tot de staatsveiligheid.
Doordat er bij het voorarrest van deze agenten meerdere rechtenschendingen plaatsvonden braken er protesten uit. Deze protesten duurden enkele dagen maar verliepen wel vreedzaam. Meerdere journalisten, politiek analisten en juridische experts in Turkije zetten hun vraagtekens bij deze arrestaties omdat naar hun mening op meerdere vlakken er fouten werden gemaakt of gemaakt konden worden. De oprichting van nieuwe rechtbanken, zogeten Sulh Ceza Mahkemeleri, werden al met veel kritiek ontvangen omdat zij gezien werden als een stap terug van de scheiding der machten binnen de Turkse parlementaire democratie. Doordat Erdoğan in een eerder stadium had aangegeven 'superrechters' aan te zullen wijzen in zijn strijd tegen Hizmet, en vervolgens deze superrechters daadwerkelijk ingediend werden door de AK-partij, gaf meer redenen tot zorg bij experts omdat volgens hen het gevaar bestond dat deze rechters speciaal geselecteerd en vooringenomen konden zijn tegen de Gülenbeweging, wat de gewone rechtsgang zou kunnen belemmeren. Ook hoefden deze superrechters zich niet aan de reguliere juridische gang van zaken te houden, wat een gevaarlijke combinatie kon opleveren vanwege hun brede scala aan bevoegdheden.
Volgens sommige analisten werd hun verdenking van politiek gemotiveerde arrestaties bevestigd door de beschuldigingsgronden van een van de hoofdverdachten, Yurt Atayun. Hij werd namelijk beschuldigd van spionage, waaronder het afluisteren van premier Erdoğan, maar in de periode dat Erdoğan werd afgeluisterd bleek Atayun niet in dienst te zijn geweest.
Vier dagen na het verstrijken van de wettelijke termijn voor voorarrest werden van de 49 agenten er 38 vrijgelaten. Onder hen bevonden zich tientallen agenten die zonder verhoor gevangen werden gehouden en zonder verhoor weer vrijgelaten zijn. In enkele situaties werd aangegeven dat de verdachten pas na 35 uur toegang tot hun advocaten gekregen hebben, terwijl de wettelijke termijn maximaal 24 uur beslaat.
- Op 14 december 2014 werden meer dan 20 journalisten van de krant Zaman en de tv-zender Samanyolu gearresteerd. Dit gebeurde drie dagen nadat de grootschalige politieactie door Twitter-lek fuatavni was aangekondigd, en een dag nadat president Erdoğan in een toespraak opnieuw de aanval had geopend op de beweging.[55]
- Op 28 oktober 2015 zijn door de Turkse politie invallen uitgevoerd bij twee grote Turkse tv-zenders, die bekendstaan om hun banden met de Gülenbeweging.[56]
- In de nacht van 14 op 15 november 2015 werden 13 Turkse radio- en televisiezenders uit de lucht gehaald. Het zijn zenders die een band hebben met de Gülenbeweging. De zenders werden ervan beschuldigd een terroristische organisatie te steunen. Hiermee wordt gedoeld op de Gülenbeweging.[57]

## Poging tot staatsgreep 2016

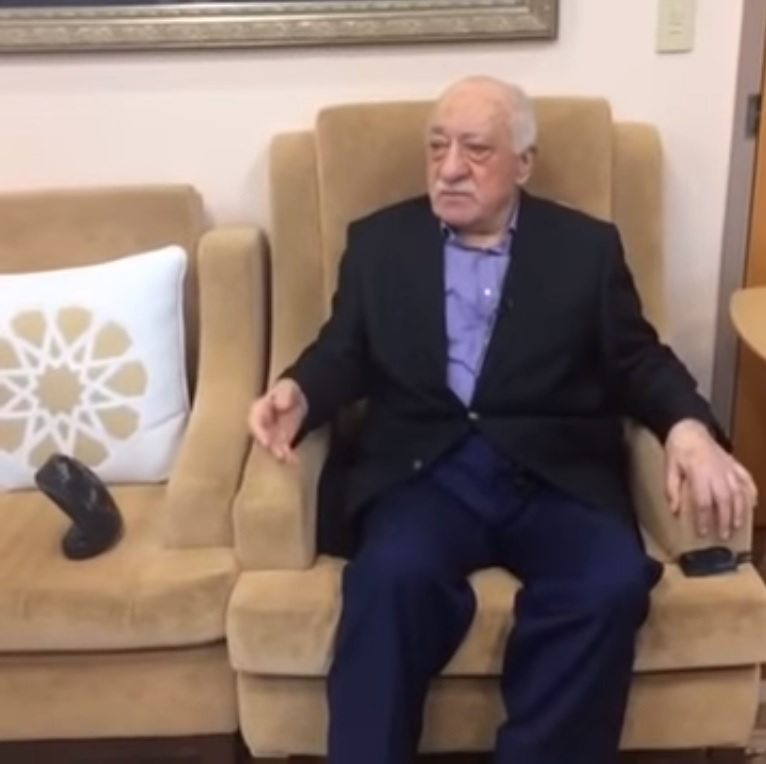
Fethullah Gülen in 2016

Vanuit het Turkse leger werd op op 15 juli 2016 een mislukte staatsgreep gepleegd. De verdenking van de Turkse regering ging meteen uit naar Gülen als initiatiefnemer van de coup, hoewel deze zelf elke betrokkenheid ontkende. President Erdoğan vroeg de Verenigde Staten om zijn uitlevering. Na de coup sprak Erdogan van "een kankergezwel" en noemde de aanhangers van Gülen ook "een virus".
Gülen reageerde door te zeggen dat de coup door een internationaal onderzoeksinstituut onderzocht moest worden en dat hij alle bevindingen van een dergelijk onderzoek onmiddellijk zou accepteren.
De regering heeft na de couppoging meer dan 37.000 mensen gearresteerd en ruim 100.000 ambtenaren, rechters, aanklagers, militairen, politiemensen, leerkrachten en anderen ontslagen of geschorst. Volgens de autoriteiten zijn de zuiveringen nodig om alle aanhangers van Gülen uit het staatsapparaat en belangrijke functies te verwijderen.

## Onderzoeken

#### Nederland
Er zijn verschillende onderzoeken in Nederland verricht naar de Gülenbeweging. In 2008 wilde een meerderheid van de Nederlandse Tweede Kamer een onderzoek naar subsidies die worden verstrekt aan Turkse organisaties, gelieerd aan Gülen. De initiatiefnemers, de SP en de VVD verklaarden dat deze organisaties segregatie zouden bevorderen, terwijl de subsidies juist voor integratie en onderwijs bedoeld waren. In opdracht van minister Ella Vogelaar werd de beweging daarop onderzocht door de AIVD, die tot de conclusie kwam dat deze niet staatsgevaarlijk was en er ‘geen concrete aanwijzingen [waren] dat de Gülen-beweging niet integratief zou zijn’. Naar aanleiding van Kamervragen werd de beweging vervolgens uitvoerig onderzocht door Martin van Bruinessen. Hij concludeerde dat de beweging niet sektarisch was en de integratie bevorderde. Bruinessen gaf aan: "Ze scoren heel hoog op in elk geval twee criteria voor integratie: schoolsucces en arbeidsparticipatie. Ze zijn goed opgeleid, spreken de taal uitstekend en trekken geen steun." Naar zijn mening was dit dan ook de reden waarom wethouders en andere politici het goed konden vinden met Gülen-volgelingen en vice versa.
Antwoordend op de onduidelijkheid en angst voor een dubbele agenda van de beweging gaf van Bruinessen aan: "de Gülenbeweging is een sociaal en moreel behoudende religieuze beweging met een ondoorzichtige organisatiestructuur. Die ondoorzichtigheid wordt mede veroorzaakt door de scheiding van religieuze devotionele activiteiten, die in de besloten privésfeer plaatsvinden, en de niet-religieuze maatschappelijke activiteiten in het publieke domein. Deze scheiding is voor de seculier georiënteerde buitenwacht moeilijk te begrijpen, maar dit is een contrast dat niet uniek is voor deze beweging. Doordat zij haar religieuze activiteiten buiten het publieke domein houdt, slaagt de beweging er uitstekend in, in geseculariseerde samenlevingen te opereren zonder zelf concessies te doen aan de religieuze overtuigingen en devoties."

#### Elders
Internationaal is er ook veel onderzoek gedaan naar Gülen. In wetenschappelijke kringen is zijn leer vergeleken met bijvoorbeeld Erasmus, Rumi, Spinoza, rabbi Abraham Kook, en James Moffett.

## Overlijden
Gülen overleed op 20 oktober 2024 op 83-jarige leeftijd in een ziekenhuis in Pennsylvania. Hij werd begraven op een boerderij nabij het Chestnut Retreat Center in Pennsylvania.